# Scarabaeus sevoistra
Scarabaeus sevoistra är en skalbaggsart som beskrevs av Charles A. Alluaud 1902. Scarabaeus sevoistra ingår i släktet Scarabaeus och familjen bladhorningar. Inga underarter finns listade i Catalogue of Life.